# Spriana
Spriana est une commune de la province de Sondrio, dans la région Lombardie, en Italie. Elle est la deuxième plus petite municipalité de la province quant à la population résidente.

## Administration
| Période                                  | Période | Identité | Étiquette | Qualité |
| ---------------------------------------- | ------- | -------- | --------- | ------- |
|                                          |         |          |           |         |
| Les données manquantes sont à compléter. |         |          |           |         |

### Communes limitrophes
Montagna in Valtellina, Sondrio, Torre di Santa Maria.